# Дивногорск
Дивногорск (рус. Дивного́рск) град је у Русији у Краснојарској Покрајини. Налази се 20 км југозападно од Краснојарска, 40 км од аеродрома Јенисеј. 
Дивногорск је основан 1956, а 1963. је добио статус града. Градски округ се простире на 501 км² и према попису становништва из 2014. у граду је живело 28.857 становника.
Актуелни начелник града (од марта 2008) је Јегор Јегорович Ољ.

## Становништво
| 1959. | 1970.  | 1979.  | 1989.  | 2002.  | 2010.  |
| ----- | ------ | ------ | ------ | ------ | ------ |
| 6.598 | 25.944 | 28.939 | 29.963 | 30.137 | 32.193 |